# Tugéras-Saint-Maurice
Tugéras-Saint-Maurice ist eine südwestfranzösische Gemeinde mit 383 Einwohnern (Stand: 1. Januar 2022) im Département Charente-Maritime in der Region Nouvelle-Aquitaine (vor 2016 Poitou-Charentes). Sie gehört zum Arrondissement Jonzac und zum Kanton Les Trois Monts. Die Einwohner werden Tugerassiens genannt.

## Lage
Tugéras-Saint-Maurice liegt im Süden der Saintonge etwa 60 Kilometer nordnordöstlich von Bordeaux. Umgeben wird Tugéras-Saint-Maurice von den Nachbargemeinden Villexavier im Nordwesten und Norden, Fontaines-d’Ozillac im Norden und Nordosten, Chaunac im Osten, Expiremont im Südosten, Coux und Chartuzac im Süden sowie Rouffignac im Südwesten und Westen.

## Bevölkerungsentwicklung
| Jahr                       | 1962 | 1968 | 1975 | 1982 | 1990 | 1999 | 2006 | 2019 |
| Einwohner                  | 324  | 277  | 297  | 333  | 314  | 291  | 327  | 375  |
| Quellen: Cassini und INSEE |      |      |      |      |      |      |      |      |

## Sehenswürdigkeiten
- Kirche Notre-Dame-de-l'Assomption aus dem 12. Jahrhundert, Monument historique
- Kirche Saint-Maurice, früheres Priorat

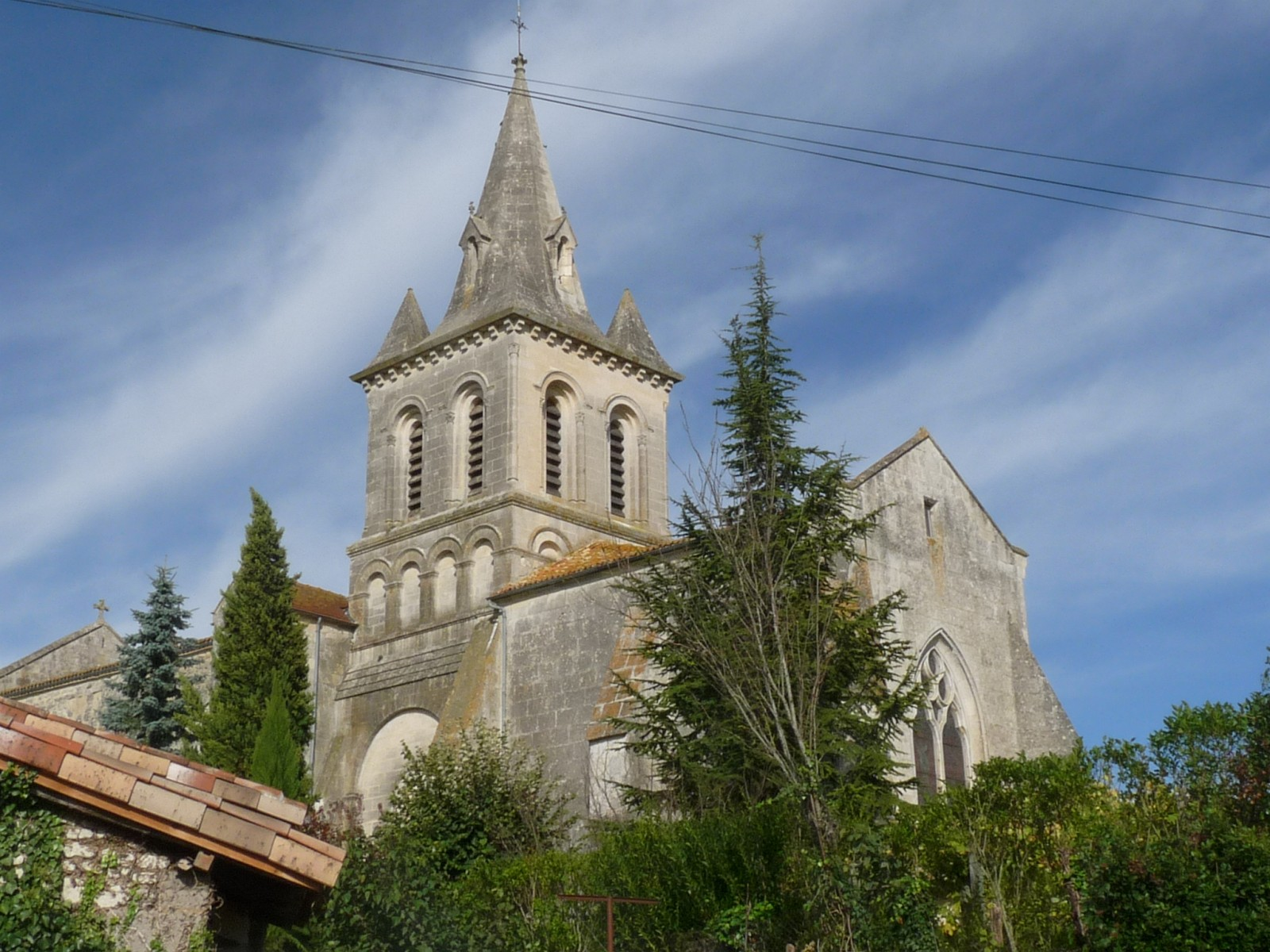
Kirche Notre-Dame-de-l'Assomption
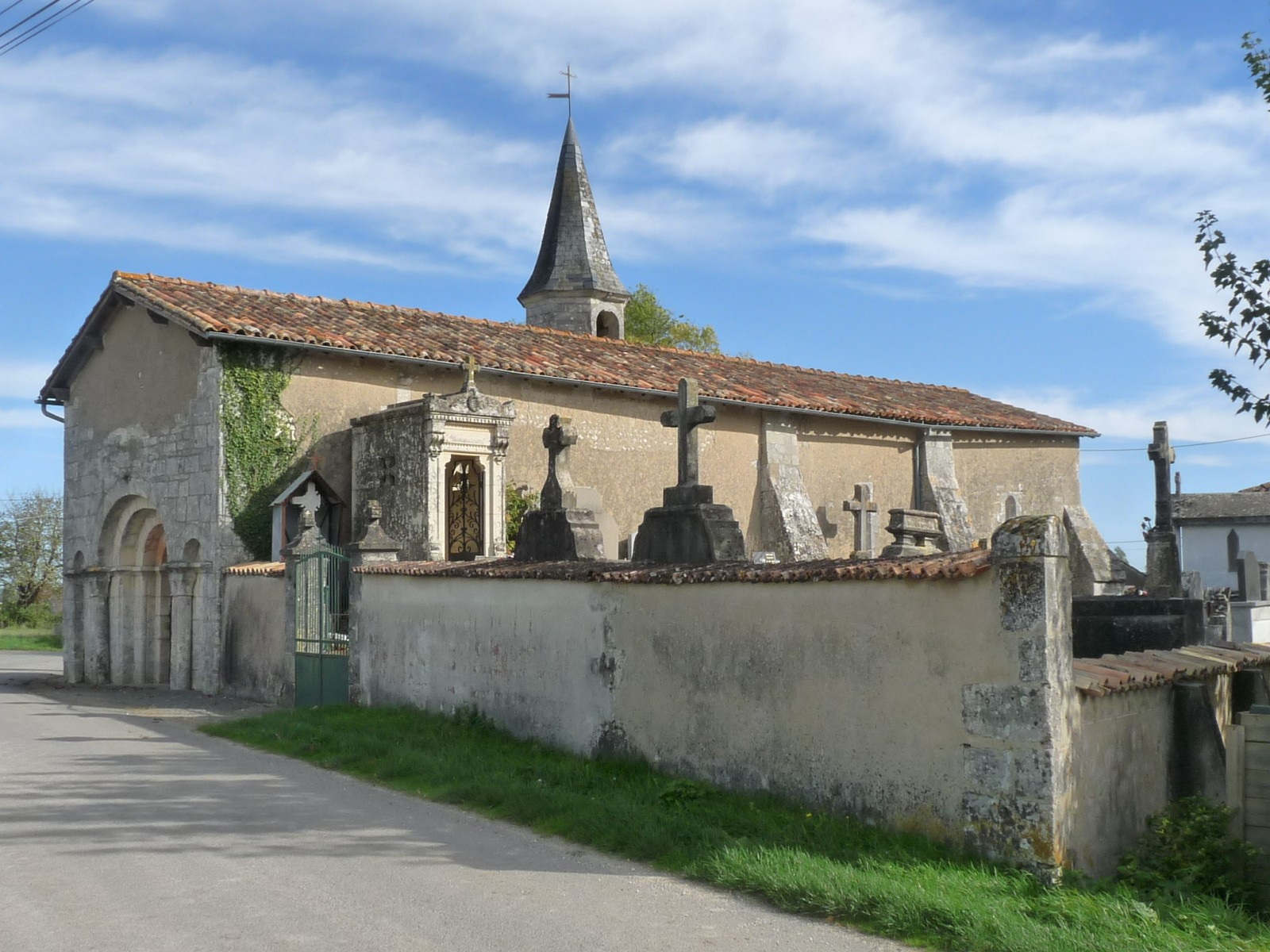
Kirche Saint-Maurice